# Radiofísica

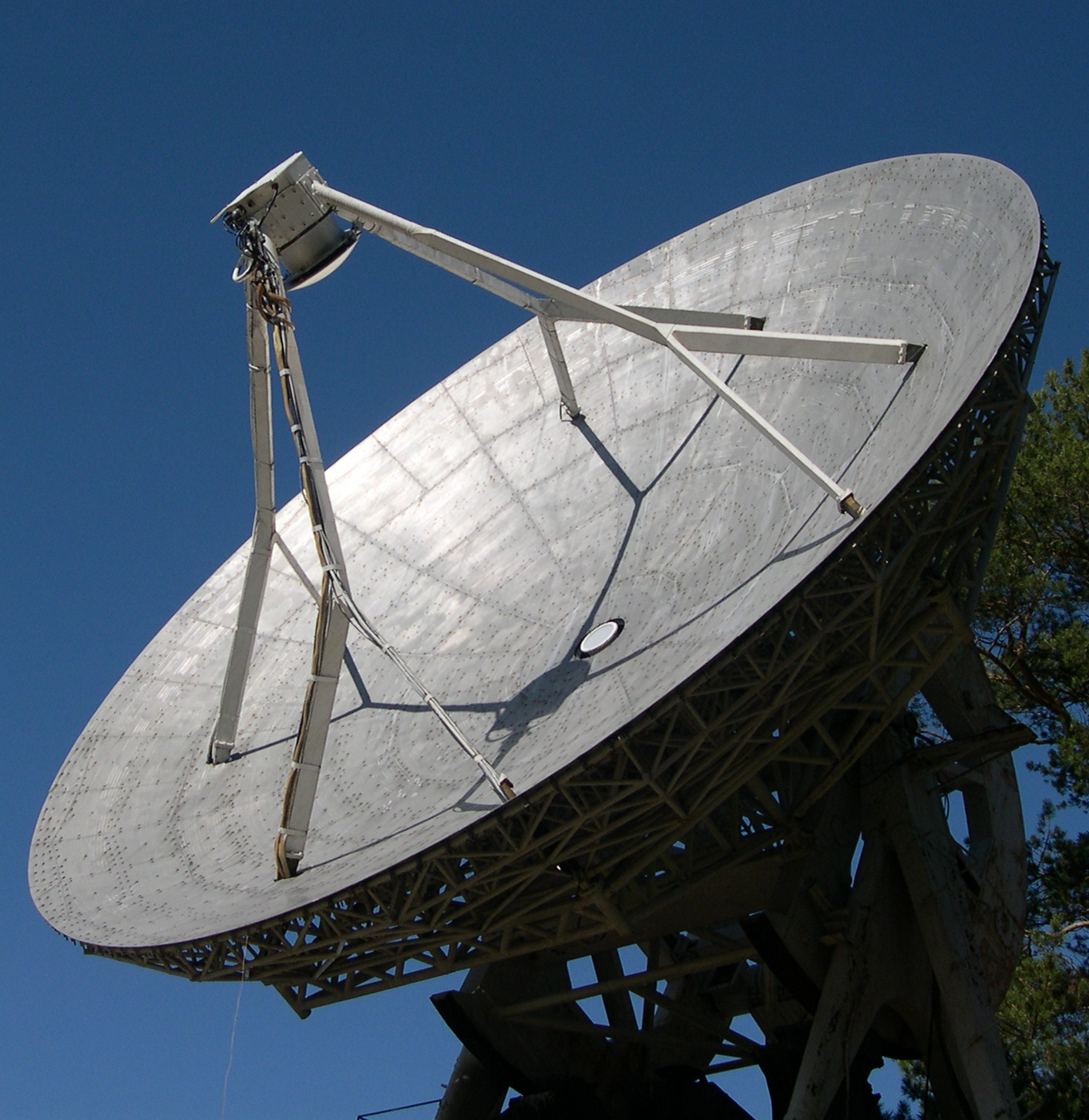
antena de radiotelescopio

Radiofísica é a área da física voltada para o estudo teórico e experimental de certos tipos de radiação. Falando por exemplo sobre sua emissão, propagação e interação com a matéria.

## Cientistas
- Ruby Payne-Scott